# Bathyraja mariposa
Bathyraja mariposa és una espècie de peix de la família dels raids i de l'ordre dels raïformes.

## Morfologia
- Els mascles poden assolir 76 cm de longitud total.[4]

## Hàbitat
És un peix marí, de clima temperat i bentopelàgic que viu entre 90-448 m de fondària.

## Distribució geogràfica
Es troba a l'oceà Pacífic nord-oriental: les Illes Aleutianes.

## Observacions
És inofensiu per als humans.